# Ellenszérum

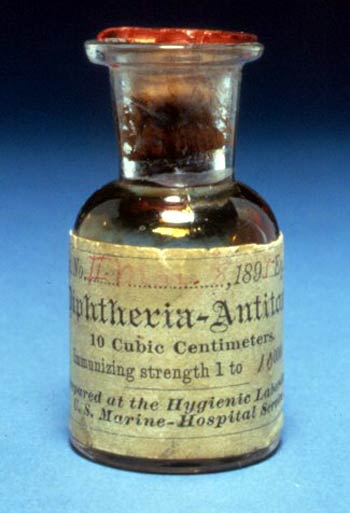
Egy 1895-ből származó, állati eredetű diftéria ellenszérum.

Az ellenszérum vagy antiszérum valamilyen antigénnel immunizált állat vagy ember vérszéruma, mely a beoltott antigén ellen termelt poliklonális ellenanyagokat tartalmaz. Különböző, általában fehérje természetű antigének elleni szérumok számos akut mérgezés vagy fertőzés esetén használatosak, passzív védőoltásként. Ilyen esetekben, a megelőző aktív védőoltásokkal ellentétben nincs idő megvárni az egyénben kialakuló immunválaszt, hanem a szervezetbe jutott káros toxin vagy kórokozó gyors eliminálását segítő ellenanyagok bejuttatásával erősítik a védekezést. A beadott ellenanyagok semlegesíthetik a toxinokat, ami számos esetben életmentő lehet. (pl. kígyómarás, skorpiócsípés, egyes pókcsípések, veszett állat harapása, botulizmus, stb.)  Nehézséget jelent, hogy bizonyos antigénekkel szemben (pl. kígyómérgek toxinjai) nehézkes ellenszérumot előállítani, hiszen a mérget be kell szerezni, azzal immunizálni kell valamilyen állatot (pl. lovat, bárányt, kecskét), majd az állattól ezt követően vérszérumot kell nyerni, amiből további lépésekkel ki kell tisztítani az ellenanyagokat. A hétköznapi szóhasználattal ellentétben nem a teljes állati szérumot adják be, a készítmények tisztított formában tartalmazzák az ellenanyagokat, bár maradhat bennük egyéb szérumfehérje is. További probléma, hogy mivel embereket mérgekkel nem immunizálnak, az ilyen, állatokból nyert szérumok az emberi szervezet számára fajidegen fehérjéket tartalmaznak, amikkel szemben az egyénben immunválasz alakulhat ki, ami súlyos mellékhatásokhoz vezethet, pl. anafilaxiás reakciót válthat ki a betegben. Számos fertőző betegséggel szembeni passzív védőoltás ezért emberi szérumból nyert antitesteket tartalmaz. Ugyancsak problémát jelenthet, ha az egyént az adott helyen ritkának számító marás éri, mellyel szemben a közeli központokban nem tartanak ellenszérumot.

## Előállítása

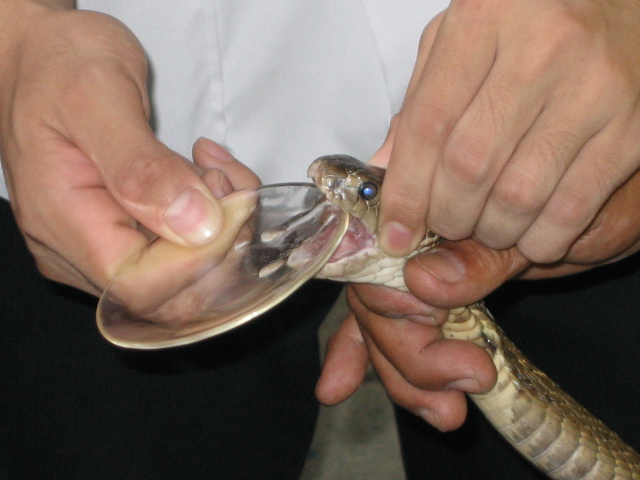
Mérges kígyó fejése. Az így nyert méreggel immunizálják azt az állatot, amiből majd az ellenszérumot kinyerik.

Az immunizálni kívánt állat testébe csekély mennyiségű, hígított kígyómérget juttatnak. A szervezetében fellépő immunválasz alatt antitestek képződnek. Ezeket az antitesteket kivonják az állat véréből, és ellenszérumot állítanak  elő. Lassan emelik az állatba fecskendezett méreg mennyiségét, amire annak immunrendszere még több ellenanyag termelésével válaszol.

## A méreg semlegesítése
A méregmolekulának azonos alakja van, úgy illenek az ember sejtjeinek valamely receptorába, mint kulcs a zárba. Ha az ellenanyaggal megváltoztatják a méregmolekulákat, akkor a kulcs már nem illeszkedik többé a zárba, azaz a vérben szabadon kering, de nem képes kifejteni mérgező hatását.